# Bugarama
Ne doit pas être confondu avec Bugarama (Burundi).
Bugarama est une ville du Rwanda située dans le district de Rusizi, dans la Province de l'Ouest, près des frontières avec le Burundi (à l'est) et la République démocratique du Congo (à l'ouest).